# Federica Diémoz
Federica Diémoz (* 28. April 1975; † 19. August 2019) war eine italienisch-schweizerische Romanistin und Dialektologin.

## Leben
Federica Diémoz stammte aus der Ortschaft Roisan im Aostatal. Sie studierte in Turin Sprachwissenschaft, Literatur und Volkskunde und promovierte an der Universität Neuenburg mit einer Arbeit über ihre Muttersprache, den frankoprovenzalischen Dialekt des Aostatals. 2009 wurde sie Professorin für Linguistik an der Universität Neuenburg. Als Nachfolgerin von Andres Kristol leitete sie das Zentrum für romanische Dialektologie (Centre de dialectologie et d’étude du français régional) der Universität Neuenburg und von 2015 bis 2017 interimistisch auch das Wörterbuchinstitut Glossaire des patois de la Suisse romande.
Ihre hauptsächlichen Forschungsgebiete waren die Geschichte der romanischen Sprachen sowie die Dialektologie und die Soziolinguistik des Frankoprovenzalischen im Alpenraum. Eines ihrer sprachwissenschaftlichen Projekte ist der Atlas linguistique audiovisuel des dialectes francoprovençaux du Valais romand.
Seit 2016 leitete sie gemeinsam mit Christa Dürscheid von der Universität Zürich das Projekt Language Design in WhatsApp: Icono/Graphy, das zum Sinergia-Projekt „What‘s up, Switzerland?“ gehört.
Im Frühjahr 2019 wurde Federica Diémoz zur Präsidentin der Kommission der Schweizerischen Akademie der Geistes- und Sozialwissenschaften für die vier nationalen Wörterbücher gewählt. In ihrer Heimatregion war sie Vizepräsidentin des Instituts Centre d’études francoprovençales «René Willien».
Am 19. August 2019 erlag Federica Diémoz im Alter von 44 Jahren einer schweren Krankheit.

## Werke (Auswahl)
- Langue et Patrimoine pour la construction critique d’une identité valdôtaine. Quelques réflexions méthodologiques. In: Nouvelles du centre d’études francoprovençales René Willien, 63, S. 29–34.
- mit Serge Rossier: Le patois. Une langue et un patrimoine communautaire. In: Christophe Mauron, Isabelle Raboud-Schüle (Hrsg.): La Gruyère dans le miroir de son patrimoine, catalogue du Musée gruérien, Neuchâtel 2011, 2. Band, Entre ville et campagne, S. 103–114.
- Langue et patrimoine immatériel, portrait de l’espace géographique et anthropique. In: Paola Polito, Alberto Roncaccia (Hrsg.): Entre espace et paysage. Pour une approche interdisciplinaire., In: Revue Etudes de Lettres, 293, no 1–2, Lausanne 2013, S. 143–165.
- Ernest Schüle. Écrits sur la Vallée d’Aoste. Quart 2012.